# Judith Jáuregui
Pour les articles homonymes, voir Jauregui.
Judith Jáuregui, née à Saint-Sébastien en Espagne, est une pianiste espagnole. Elle vit à Madrid.

## Biographie
Judith Jáuregui commence ses études au conservatoire de Saint-Sébastien. Elle poursuit ses études avec le pianiste Claudio Martínez-Mehner. Elle entreprend ensuite un diplôme de troisième cycle au conservatoire Richard Strauss de Munich. Elle travaille avec  Vadim Suchanov, Elisso Virsaladze, Vitaly Margulis, Philippe Entremont, Boris Berman et Joaquín Achúcarro. 
En tant que soliste, elle collabore à l’Orchestre national d’Espagne, l'orchestre national basque, l’orchestre symphonique de Castille-et-Leon, Simon Bolivar Orchestra à Caracas. 
En 2011, son premier disque El Arte De Lo Pequeño reçoit le prix du meilleur album de musique classique. En 2013, elle dédie son album Para Alicia à la pianiste Alicia  de Larrocha,.

## Discographie
- El Arte De Lo Pequeño, Robert Schumann, Columna Música, 2011
- Para Alicia. Inspiración Española, compositeurs : Manuel De Falla, Claude Debussy, Isaac Albéniz, Federico Mompou, Franz Liszt, Berli Music, 2013
- Aura, compositeurs : Debussy, Mompou, Liszt, Berli Music, 2014
- X, Alexander Scriabine, Frédéric Chopin , Berli Music, 2016